# Maru (mèo)
Mèo Maru (Tiếng Nhật:まる, Tạm dịch là Tròn); sinh ngày 24 tháng 5 năm 2007) là một con mèo Fold Scotland ở Nhật Bản đã trở nên phổ biến trên YouTube. Tính đến tháng 9 năm 2016, các video có Maru đã được xem hơn 325 triệu lần, đạt được kỷ lục Guinness thế giới về lượt xem video trên YouTube của một con vật. Các video có Maru có trung bình 800.000 lượt xem mỗi video và nó thường được nhắc đến trên các phương tiện truyền thông in ấn và truyền hình thảo luận về những người nổi tiếng trên Internet. Maru đã được mô tả là "con mèo nổi tiếng nhất trên mạng" (mặc dù Grumpy Cat là một ứng cử viên khác cho danh hiệu này).
Chủ sở hữu của Maru đăng video dưới tên tài khoản 'Mugumogu'. Chủ sở hữu của anh ta hầu như không bao giờ được nhìn thấy trong các video, mặc dù video có tiêu đề "Làm sạch tai của Maru" là một ngoại lệ. Các video bao gồm thẻ tiêu đề bằng tiếng Anh và tiếng Nhật thiết lập và mô tả các sự kiện, và thường cho thấy Maru chơi trong các hộp các tông, được biểu thị bằng "Tôi yêu hộp!" trong video đầu tiên của mình.
Video của Maru là bộ sưu tập các clip - thường có độ dài khoảng 3 đến 7 - của Maru tham gia vào các hoạt động khác nhau, với hầu hết các video có chủ đề hoặc hoạt động trung tâm như được giới thiệu ở tên tiêu đề video. Maru, trong những video này, cho thấy niềm đam mê của nó với những chiếc hộp, tính cách dễ gần, những trò đùa nghịch thú vị đi kèm với trí thông minh và trực giác sáng tạo.
Vào tháng 8 năm 2013, chủ sở hữu của Maru đã nhận nuôi một chú mèo lai hai tháng tuổi tên là Hana từ bác sĩ thú y. Trong thời gian thử nghiệm kéo dài hai tuần, Maru và Hana rất hợp nhau và Mugumogu quyết định biến Hana trở thành thành viên mới của gia đình họ.